# Bhawani Singh
Sawai Bhawani Singh Bahadur (Jaipur, India, 1931 - Gurgaon, Haryana, India 17 de abril de 2011) fue Maharajá de Jaipur, en la India, y jefe de la Casa Real de Kachwaha. Fue oficial del ejército indio y un referente político, cultural, y religioso del moderno Estado de Rajastán. Su tratamiento era de Alteza Real. Tuvo su residencia habitual en Londres, Reino Unido, donde se encontraba la mayor parte del tiempo, y en el palacio real, en Jaipur, India.

## Biografía

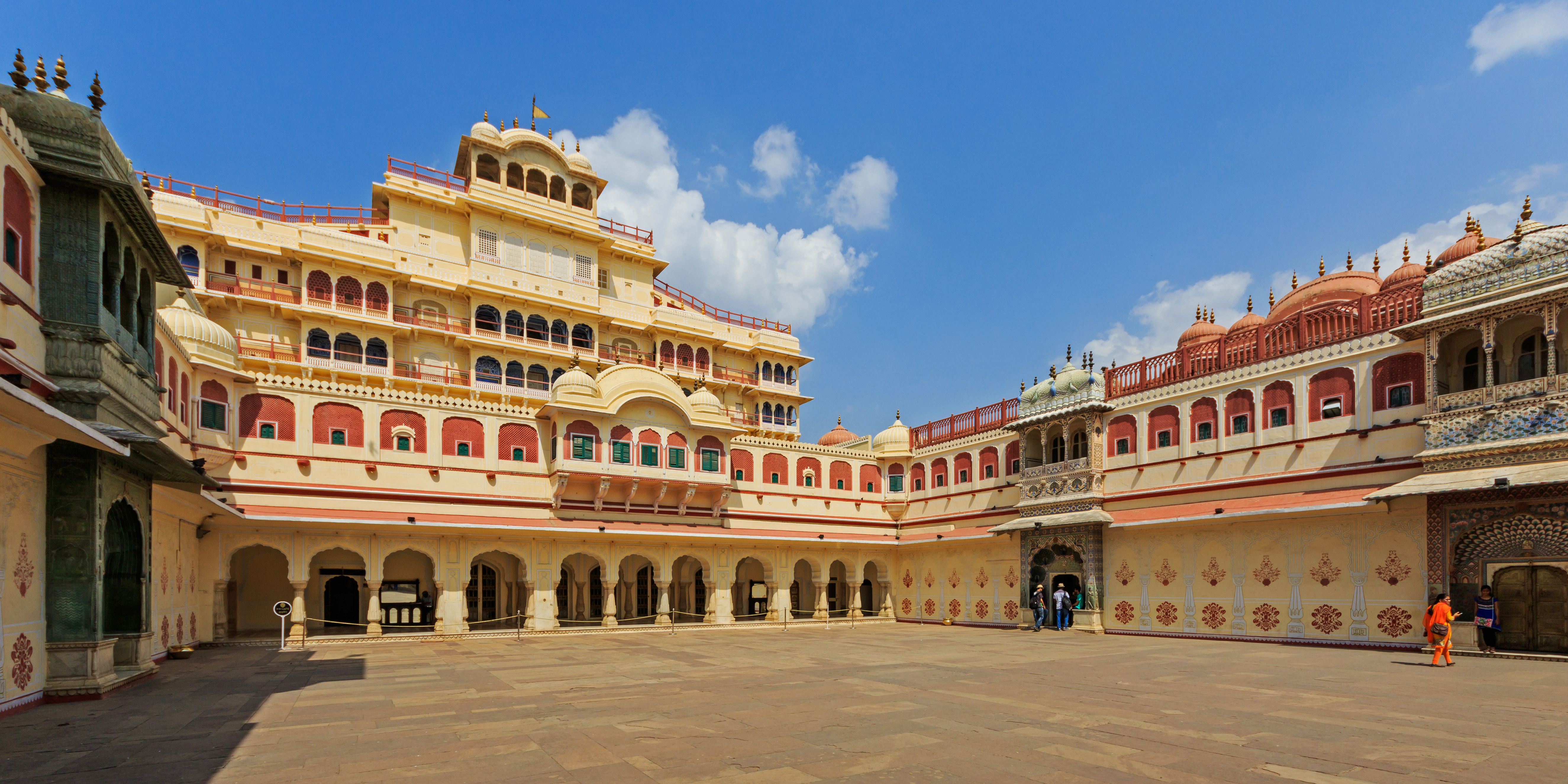
Residencia privada del maharajá Bhawani Singh, en el Palacio Real de Jaipur, India.

Bhawani Singh era hijo del maharajá Sawai Man Singh II y su primera esposa Marudhar Kanwar. Fue educado en The Doon School, en Dehradun, y después en la Harrow School de Londres. Fue el primer varón nacido de un maharajá de Jaipur reinante en generaciones (los anteriores, incluido su padre, fueron adoptados). Por este motivo, su nacimiento fue celebrado con un gran evento.
En su juventud, sirvió en la armada india. Recibió varias condecoraciones y fue promocionado a la guardia presidencial del país en 1954 y a la Academia Militar de India. En 1968 ocupó la segunda comandancia del décimo regimiento de paracaidistas, una de las tres fuerzas especiales de élite del ejército, ascendiendo a comandante jefe posteriormente. Desde su retiro militar, sirvió a su país como alto comisionado en Brunéi de 1994 a 1998.
Subió al trono de Jaipur en 1970, tras la muerte de su padre, conservando sus prerrogativas hasta la abolición del principado por Indira Gandhi, si bien le fueron respetados los honores y algunas prerrogativas. En la guerra indo-pakistaní de 1971, Sawai Bhawani introdujo sus tropas en territorio de Pakistán, consiguiendo grandes éxitos militares, por lo que fue condecorado. Ascendió a brigadier en 1974. 
En su faceta empresarial, continuó los negocios de su padre, que fue el primer príncipe empresario hotelero de India. Explotaba grandes hoteles de lujo y residencias reales reconvertidas. A pesar de residir principalmente en Londres, mantuvo su residencia en el palacio real de Jaipur, en un pabellón privado cerrado al público, y acudía cada año a las fiestas y presidía celebraciones según las costumbres locales. Hasta su muerte mantuvo su influencia en los asuntos políticos y participaba en los debates públicos, al igual que la tuvo, hasta su muerte en 2009, la reina madre, Gayatri Devi, tercera esposa de su padre.
Estaba casado con la princesa Padmini Devi de Sirmur, con quien tuvo una hija, la princesa Diya Kumari. Ésta contrajo matrimonio en 1997 con su pariente Narendra Singh Rajawat, con quien ha tenido una hija, Gorvi Devi (nacida en 1999), y un hijo, Kumar Padmanabh Singh (nacido en 1997). Debido a la exclusión de la mujer en la sucesión, este último fue adoptado en 2002 por Bhawani Singh, convirtiéndose así en hijo, además de nieto, del maharaja y, por tanto, en su sucesor en el trono.